# Erythrophyllastrum andinum
Erythrophyllastrum andinum là một loài Rêu trong họ Pottiaceae. Loài này được (Sull.) R.H. Zander mô tả khoa học đầu tiên năm 1993.